# 楊文科
楊文科（1951年3月22日—），中華民國政治人物，中國國民黨籍，生於新竹縣峨眉鄉，現任新竹縣縣長。

## 生平
- 1976年公務人員普考及格，分發至臺北市政府地政處。
- 1977年公務人員台灣省地方特考及格，分發至新竹縣政府地政科地價股擔任科員，歷時3年4個月。
- 1980年7月，商調至新竹科學工業園區管理局擔任科員，並一路升任專員、科長、專門委員、組長、主任秘書等職務，歷時23年。
- 2003年3月，奉派調中部科學園區開發籌備處擔任副主任、代理主任、主任等職務。
- 2007年3月，擔任首任中部科學工業園區管理局局長，2013年9月辦理退休，公務員生涯共計37年。
- 2013年9月，擔任新竹縣政府邱鏡淳縣長辦公室主任。
- 2014年8月，擔任新竹瓦斯股份有限公司總經理，出任縣長後為兼任董事長[3]。
- 2015年1月，擔任新竹縣政府秘書長。
- 2016年7月，擔任新竹縣政府副縣長。
- 2018年6月13日，獲國民黨徵召參選新竹縣縣長；7月31日，辭去新竹縣副縣長，投入新竹縣縣長選戰[4][5]，11月24日以38.20%的得票率當選新竹縣縣長，12月25日就職。
- 2022年11月，在2022年九合一選舉以63.36%的得票率順利連任新竹縣縣長。
- 2024年7月，因涉嫌貪汙遭起訴。

## 爭議

### 建立生命園區
自2022年起，新竹縣政府研擬在湖口鄉建造縣立生命紀念園區，遭到當地居民反對。因多次抗議未果，故新竹縣反生命園區自救會於2023年4月醞釀罷免楊文科。

### 涉貪遭起訴
2024年2月29日，楊文科在新竹縣長第二任期間，辦公室遭檢調搜索。隔日，新竹地檢署以涉犯《貪污治罪條例》為由，將楊文科帶回偵訊，訊後50萬元交保。同日，中國國民黨立委傅崐萁、林思銘、許宇甄、羅智強、徐欣瑩、王鴻薇等人召開記者會聲援楊文科，批評民進黨政治追殺。
2024年7月17日，新竹地檢署偵查終結，依違反《貪污治罪條例》圖利等罪嫌，將楊文科等12人提起公訴。檢察官認為豐邑機構涉嫌偷工減料釀成天坑事件，而楊文科及工務處長江良淵等人，圖利護航豐邑機構，建請法院從重量刑並沒收2.5億餘元犯罪所得。財產來源不明部分，另案偵辦。

## 選舉紀錄
| 年度 | 選舉屆數               | 選舉區 | 所屬政黨   | 得票數  | 得票率 | 當選標記 | 備註 |
| ---- | ---------------------- | ------ | ---------- | ------- | ------ | -------- | ---- |
| 2018 | 第十八屆新竹縣縣長選舉 | 新竹縣 | 中國國民黨 | 107,877 | 38.20% |          |      |
| 2022 | 第十九屆新竹縣縣長選舉 | 新竹縣 | 中國國民黨 | 163,662 | 63.36% |          |      |

## 外部連結
维基共享资源有新竹地檢署1130717起訴天坑案的相关文件可用
- 楊文科-竹縣領頭楊的Facebook專頁
- YouTube上的楊文科頻道
- 楊文科的Instagram

| 中華民國政府職務 | 中華民國政府職務                           | 中華民國政府職務 |
| ---------------- | ------------------------------------------ | ---------------- |
| 新竹縣政府       |                                            |                  |
| 前任： 邱鏡淳    | 新竹縣縣長 第十八、十九屆 2018年12月25日－ | 現任             |